# Suécia no pós-Guerra Fria
Nos 24 anos que se seguiram ao fim da segunda guerra mundial, um governo social-democrata (SSA) estável cria o estado-providência mais avançado internacionalmente. Em 1950 Gustavo Adolfo VI torna-se rei, em 1953 a Suécia torna-se membra do Conselho Nórdico. Sete anos depois entra para a EFTA. Durante a década de 60 a Suécia cresce economicamente sempre, tendo tido em 1964 e 1970 mais de 6% de crescimento do PIB. Em 1969 Olof Palme forma governo até 1974, voltando a tê-lo em 1982. Durante a década de 1970 a Súecia teve uma média de crescimento económico de 1,65%, tendo decrescido uma vez em 1977. Em 1973 Carl Gustav XVI sobe ao trono. Em 1975 há uma reforma constitucional, o Riksdag passa a possuir apenas uma câmara com mandato de três anos. A monarquia passa a ter apenas um papel cerimonial. Durante a década de 80 a Súecia cresceu desde 1984 a 1989 mais de 4% anualmente. A Suécia tinha começado a década a decrescer 0,2%  e acabou a década com tendência para decrescer o PIB. Em 1986 Palme é assassinado e o seu adjunto Ingvar Carlsson sucede-lhe. Nunca foi encontrado o assassino. Em 1991 o SSA continua a ser o maior partido durante as eleições gerais, mas não consegue formar governo. Carlsson demite-se e Carl Bildt (líder do partido moderado MS forma de coligação de partidos não-socialistas em tempos de recessão. No ano seguinte medidas de austeridade conseguem acabar com a inflação, mas o SSA recusa-se a suportar mais custos. Provavelmente devido a essas medidas de austeridade a Suécia esteve em recessão desde 1991 a 93, tendo estando a decrescer nesses anos entre 1,12 e 2,06%. Em 1994 novas eleições trazem o poder completo ao SSA. Em 1995 juntam a UE. Na segunda metade da década de 90 a Suécia estaria crescendo quase sempre mais de ou quase 4%, excepto em 1996, ano em cresceu apenas 1,61%. No ano seguinte Carlsson volta-se a demitir e é substítuido por Goran Person (até 2006). Em 1999 o Governo sueco torna-se o primeiro do mundo com mulheres em maioria e nesse mesmo ano a ministra dos negócios estrangeiros, Anna Lindh morre apunhalada. Desde 2001 até 2007 a Suécia teve o seu PIB a crescer anualmente entre 1,26% e 4,3%. Em referendo realizado em 2003, a maioria da população votou "Não" quanto à adopção do euro como moeda oficial do país. O partido moderado com dirigido por Frederik Reinfeldt volta ao poder em 2006.
A Suécia sofreu particularmente os efeitos da crise económica internacional na sua fase inicial, tendo em 2008 decrescido 0,61% e em 2009, uns preocupantíssimos 5,03%. Em 2010 fez uma enorme recuperação até crescer 6,15%, o máximo crescimento económico desde 1964, em cresceu 6,82%. Em 2011 continuou a sua recuperação económica com 3,92% de crescimento.